# Piton Carré
Piton Carré – szczyt w Pirenejach. Leży w południowej Francji, w departamencie Pireneje Wysokie, blisko granicy z Hiszpanią. Należy do podgrupy Pireneje Środkowo-Zachodnie w Pirenejach Centralnych.